# Supercoppa spagnola (pallacanestro maschile)
La Supercoppa spagnola di pallacanestro, (in spagnolo Supercopa de España, o Supercopa ACB, o Supercopa Endesa), è la competizione in cui si affrontano in gara i campioni di Spagna (cioè i vincitori della Liga ACB), i vincitori della Coppa del Re, la formazione che ospita la manifestazione e la migliore qualificata nelle competizioni europee.
L'ACB decise di introdurre la supercoppa a partire dal 1984, continuando ad organizzare l'evento fino al 1987, anno in cui fu decisa la sua abolizione. Il trofeo ebbe un nuovo slancio nel 2004, e da allora si svolge ogni anno. A partire dal 2007 non si disputa più lo spareggio per il terzo posto, ma soltanto gli incontri di semifinale e la finale.

## Albo d'oro

### Vecchia edizione
| Anno | Sede       | Vincitore            | Finalista            | Risultato |
| ---- | ---------- | -------------------- | -------------------- | --------- |
| 1984 | L'Alcora   | Real Madrid          | CB Zaragoza          | 101 - 61  |
| 1985 | Valladolid | Joventut de Badalona | Real Madrid          | 104 - 91  |
| 1986 | La Coruña  | Joventut de Badalona | Real Madrid          | 74 - 67   |
| 1987 | Vigo       | F.C. Barcelona       | Joventut de Badalona | 91 - 88   |

### Nuova edizione
| Anno | Città                      | Vincitore      | Finalista      | Semifinaliste                     | MVP                               |
| ---- | -------------------------- | -------------- | -------------- | --------------------------------- | --------------------------------- |
| 2004 | Malaga                     | Barcellona     | Real Madrid    | Málaga (3º), Saski Baskonia (4°)  | Dejan Bodiroga, FC Barcelona      |
| 2005 | Granada                    | Saski Baskonia | Granada        | Real Madrid (3º), Málaga (4°)     | Luis Scola, TAU Cerámica          |
| 2006 | Malaga                     | Saski Baskonia | Málaga         | Joventut Badalona, Barcellona     | Tiago Splitter, TAU Cerámica      |
| 2007 | Bilbao                     | Saski Baskonia | Bilbao Berri   | Real Madrid, Barcellona           | Tiago Splitter, TAU Cerámica      |
| 2008 | Saragozza                  | Saski Baskonia | Saragozza      | Barcellona, Joventut Badalona     | Pablo Prigioni, TAU Cerámica      |
| 2009 | Las Palmas de Gran Canaria | Barcellona     | Real Madrid    | Gran Canaria, Saski Baskonia      | Juan Carlos Navarro, FC Barcelona |
| 2010 | Vitoria                    | Barcellona     | Valencia       | Saski Baskonia, Real Madrid       | Juan Carlos Navarro, FC Barcelona |
| 2011 | Bilbao                     | Barcellona     | Saski Baskonia | Bilbao Berri, Real Madrid         | Juan Carlos Navarro, FC Barcelona |
| 2012 | Saragozza                  | Real Madrid    | Barcellona     | Saragozza, Valencia               | Rudy Fernández, Real Madrid       |
| 2013 | Vitoria                    | Real Madrid    | Barcellona     | Saski Baskonia, Bilbao Berri      | Sergio Rodríguez, Real Madrid     |
| 2014 | Vitoria                    | Real Madrid    | Barcellona     | Saski Baskonia, Valencia          | Sergio Llull, Real Madrid         |
| 2015 | Malaga                     | Barcellona     | Málaga         | Gran Canaria, Real Madrid         | Pau Ribas, FC Barcellona          |
| 2016 | Vitoria                    | Gran Canaria   | Barcellona     | Saski Baskonia, Real Madrid       | Kyle Kuric, Gran Canaria          |
| 2017 | Las Palmas de Gran Canaria | Valencia       | Gran Canaria   | Málaga, Real Madrid               | Erick Green, Valencia BC          |
| 2018 | Santiago di Compostela     | Real Madrid    | Saski Baskonia | Barcellona, Obradoiro             | Sergio Llull, Real Madrid         |
| 2019 | Madrid                     | Real Madrid    | Barcellona     | Fuenlabrada, Valencia             | Facundo Campazzo, Real Madrid     |
| 2020 | San Cristóbal de La Laguna | Real Madrid    | Barcellona     | Canarias Tenerife, Saski Baskonia | Facundo Campazzo, Real Madrid     |
| 2021 | San Cristóbal de La Laguna | Real Madrid    | Barcellona     | Canarias Tenerife, Valencia       | Sergio Llull, Real Madrid         |
| 2022 | Siviglia                   | Real Madrid    | Barcellona     | Joventut Badalona, Real Betis     | Walter Tavares, Real Madrid       |
| 2023 | Murcia                     | Real Madrid    | Málaga         | Barcellona, Murcia                | Facundo Campazzo, Real Madrid     |
| 2024 | Murcia                     | Málaga         | Real Madrid    | Barcellona, Murcia                | Kameron Taylor, Unicaja Málaga    |

## Vittorie per club
| Squadra           | Vittorie | Anni                                                       |
| ----------------- | -------- | ---------------------------------------------------------- |
| Real Madrid       | 10       | 1984, 2012, 2013, 2014, 2018, 2019, 2020, 2021, 2022, 2023 |
| Barcellona        | 6        | 1987, 2004, 2009, 2010, 2011, 2015                         |
| Saski Baskonia    | 4        | 2005, 2006, 2007, 2008                                     |
| Joventut Badalona | 2        | 1985, 1986                                                 |
| Gran Canaria      | 1        | 2016                                                       |
| Valencia          | 1        | 2017                                                       |
| Málaga            | 1        | 2024                                                       |

## Record
I giocatori che detengono il numero maggiore di edizioni vinte sono:
| Nome           | Club            | Vittorie | Anni                                                 |
| -------------- | --------------- | -------- | ---------------------------------------------------- |
| Rudy Fernández | Real Madrid (9) | 9        | 2012, 2013, 2014, 2018, 2019, 2020, 2021, 2022, 2023 |
| Sergio Llull   | Real Madrid (9) | 9        | 2012, 2013, 2014, 2018, 2019, 2020, 2021, 2022, 2023 |

L'allenatore che detiene il numero maggiore di edizioni vinte è:
| Nome       | Club            | Vittorie | Anni                                     |
| ---------- | --------------- | -------- | ---------------------------------------- |
| Pablo Laso | Real Madrid (7) | 7        | 2012, 2013, 2014, 2018, 2019, 2020, 2021 |